# Palmarès della Pallacanestro Cantù
Il palmarès della Pallacanestro Cantù, società cestistica italiana con sede a Cantù, è uno dei più prestigiosi a livello europeo. Riporta numerosi trofei nazionali e internazionali sia a livello professionistico che a livello giovanile. Il primo titolo vinto nella storia della società canturina è stato il Campionato Italiano nella stagione 1967-1968. Il primo trofeo internazionale in assoluto vinto dalla Pallacanestro Cantù è stato la Coppa Korać nel 1973.

## Prima squadra

### Competizioni nazionali

La Oregon Scientific Cantù vincitrice della sua prima Supercoppa italiana nel 2003

6 trofei
| Titolo                          | Stagione/Anno                   |
| Campionato italiano: 3          | 1967-1968; 1974-1975; 1980-1981 |
| Supercoppa italiana: 2          | 2003; 2012                      |
| Coppa Italia LNP di Serie A2: 1 | 2025                            |

#### Competizioni internazionali

La Squibb Cantù vincitrice della sua prima Coppa dei Campioni nel 1982

12 trofei (record italiano)
| Titolo                        | Stagione/Anno                              |
| Coppa Intercontinentale: 2    | 1975; 1982                                 |
| Coppa dei Campioni: 2         | 1981-1982; 1982-1983                       |
| Coppa delle Coppe: 4 (record) | 1976-1977; 1977-1978; 1978-1979; 1980-1981 |
| Coppa Korać: 4 (record)       | 1972-1973; 1973-1974; 1974-1975; 1990-1991 |

## Settore giovanile
| Titolo                          | Stagione/Anno                                                    |
| Campionato italiano Under 20: 1 | 2015-2016                                                        |
| Campionato italiano Under-19: 6 | 1968-1969; 1972-1973; 1973-1974; 1980-1981; 1982-1983; 1983-1984 |
| Campionato italiano Under-17: 5 | 1979-1980; 1980-1981; 1986-1987; 1995-1996; 1996-1997            |
| Campionato italiano Under-15: 4 | 1967-1968; 1968-1969; 1970-1971; 1993-1994                       |

## Onorificenze
- Stella d'argento al Merito Sportivo: 1982